# إدوارد سميث (طبيب)
إدوارد سميث (بالإنجليزية: Edward Smith) (و. 1819 – 1874 م) هو طبيب، ومؤلف بريطاني، كان عضوًا في الجمعية الملكية، وكان عضوًا في كلية الأطباء الملكية، توفي عن عمر يناهز 55 عاماً.

## التعليم
تعلم في جامعة لندن، وتعلم في جامعة برمنغهام
.

## جوائز
حصل على جوائز منها:
- زمالة الجمعية الملكية
- زميل الكلية الملكية للأطباء